# اندیس سنگوبال۱
سنگوبال۱ یک اندیس فلزی است که در حوالی شهر بندرانزلی استان گیلان قرار دارد و مادهٔ معدنی موجود در آن، سرب و روی است.  